# Carlos Bernatek
Carlos Bernatek (Avellaneda, 1955) es un escritor argentino. Autor principalmente de novelas, se ha desempeñado en diversos cargos en organismos de cultura de Argentina, la Ciudad Autónoma de Buenos Aires y la provincia de Santa Fe, además de como asesor literario de la Biblioteca Nacional Mariano Moreno. En 2016, ganó el Premio Clarín de Novela por su séptima novela, El canario.

## Biografía

### Primeros años
Carlos Bernatek nació en la ciudad de Avellaneda, provincia de Buenos Aires, Argentina, en 1955, y se crio en las ciudades de Adrogué, Temperley y Lavallol. En 1972 se fue de Buenos Aires, para residir durante más de veinte años en la ciudad de Santa Fe. Comenzó a publicar sus primeros escritos ya residido en Santa Fe, hacia 1980. En 1994, después de haber pasado por distintos talleres literarios, publicó y fue primer finalista del Premio Planeta por su primera novela, La pasión en colores, galardonada tiempo después con el Premio Alcides Greca de la provincia de Santa Fe. En 1998 publicó Larga noche con enanos, su primer libro de cuentos, gracias al cual obtuvo una Mención Honorífica del Fondo Nacional de las Artes.

### Trayectoria literaria
En el año 2000, Bernatek publicó su segunda novela, Rutas argentinas, con la cual volvió a ganar el Premio Alcides Greca de la provincia de Santa Fe, esta vez a la mejor novela del trienio. Posteriormente, publicó su tercera novela, Un lugar inocente (2001) y Voz de pez (2003), su segundo libro de cuentos, con el cual obtuvo el 3.er. premio del Fondo Nacional de las Artes. En 2007, obtuvo el Primer Premio en la categoría Novela del Fondo Nacional de las Artes por Rencores de provincia, su cuarta novela, del 2008. La escritora argentina Angélica Gorodischer, la llamó una «novela extraña y a la vez transparente que nos va llevando paso a paso a la aventura de dos itinerarios y un encuentro. [...] Una novela estupenda que merece un lugar de privilegio en el panorama de nuestra narrativa». En 2009 se editó el primer poemario de Bernatek, La sonámbula, publicado por la Universidad Nacional del Litoral.
En 2011 Bernatek publicó su cuarta novela, Banzai, traducida al francés en 2014 y publicada en París por Editions de l´Olivier. De esta última, Augusto Munaro para El Litoral, dijo: «Banzai continúa en cierto modo las peripecias de Marcos Garnier (protagonista de Rutas argentinas), quien decide abandonar un pasado tan gris como apagado para renacer por completo. Con ese fin, el de huir del oprobio de la rutina, de una vida plagada de frustraciones, se lanza hacia lo desconocido donde se encuentra con una serie de acontecimientos que crecen en tensión e intriga en cada uno de los climas y giros imprevisibles de la trama».
En 2015, apareció la primera parte de la denominada «trilogía de Santa Fe», la novela titulada La noche litoral. En su contratapa, Luis Chitarroni la llamó un «libro imperioso e impresionante, [...] escrita como si nada con todo el dolor del mundo, con la tradición y la herencia al acecho». En 2016 publicó su novela El canario, gracias a la cual obtuvo el Premio Clarín de Novela entre más de 500 participantes de Iberoamérica.
En febrero de 2017 apareció su segunda traducción al francés: la novela Rencores de provincia, nuevamente publicada bajo el sello Editions de l¨Olivier. La trilogía de Bernatek continuó ese mismo año con Jardín primitivo, y en 2019, se editó El hombre de cristal, la tercera y última parte de la trilogía.

## Obra

### Novelas
- 1994: La pasión en colores
- 2000: Rutas argentinas
- 2001: Un lugar inocente
- 2008: Rencores de provincia
- 2011: Banzai
- 2015: La noche litoral
- 2016: El canario
- 2017: Jardín primitivo
- 2019: El hombre de cristal

### Cuentos
- 1998: Larga noche con enanos
- 2003: Voz de pez

### Poesía
- 2009: La sonámbula

## Premios
- 2008: Primer Premio del Fondo Nacional de las Artes por Rencores de provincia[7]
- 2016: Premio Clarín de Novela por El canario[4]